# John Moffat Fugui
John Moffat Fugui (* 9. September 1961 in Fourau, Provinz Malaita; † 22. Dezember 2022 in Peking) war ein salomonischer Politikwissenschaftler und Politiker der United Democratic Party, der unter anderem mehrmals Minister sowie stellvertretender Sprecher des Nationalparlaments war.

## Leben

### Studien, Politikwissenschaftler und Regierungsberater
John Moffat Fugui begann nach dem Schulbesuch 1979 eine berufliche Tätigkeit als Bankangestellter bei der Commonwealth Bank of Solomon Islands und danach 1981 mit einem Regierungsstipendium ein Studium der Politikwissenschaften an der University of the South Pacific in Suva, das er ab Januar 1982 mit einem neuseeländischen bilateralen Stipendium für Studenten von Inseln im Pazifischen Ozean an der University of Canterbury in Christchurch fortsetzte. Dort erwarb er 1986 zunächst einen Bachelor of Arts (B. A. Political Science) sowie 1988 einen Master of Arts (M. A. Political Science) am Lehrstuhl von Terence Wesley-Smith mit einer Masterarbeit zum Thema The Bougainville Crisis: A view from Solomon Islands, in der er sich mit der politischen Entwicklung in der heutigen autonomen Region Bougainville auf Papua-Neuguinea beschäftigte.
Nach seiner Rückkehr auf die Salomonen war Fugui von 1988 bis 1990 Berater der Denkfabrik der Alliance Party sowie zugleich von 1989 bis Frühjahr 1992 Politischer Analyst und Berater für Politik- und Verfassungsangelegenheiten im Büro von Premierminister Solomon Mamaloni. In dieser Zeit befasste er sich mit dem Aktionsprogramm der Regierung, aber auch mit der Arbeit von Parlamentsausschüssen und der Geschäftsordnung des Parlaments. Des Weiteren befasste er sich mit der Beratung von Ministerien und Provinzregierungen sowie der Unterstützung bei Verhandlungen mit dem Internationalen Währungsfonds (IWF) und der Weltbank. Mit einem weiteren Stipendium begann er 1992 ein weiteres postgraduales Studium an der University of Hawaiʻi at Mānoa, das er im Frühjahr 1994 mit einem weiteren Master of Arts (M. A. Pacific Islands Studies) am Lehrstuhl von Keith Jackson mit einer Master-Arbeit mit dem Titel Politics and Political Parties in the Solomon Islands: An Assessment beendete. Nach seiner Rückkehr arbeitete er 1995 in Teilzeit als Lehrer an der King George Sixth School sowie als Tutor für Geschichte und Politik am Zentrum der University of the South Pacific in Honiara. Darüber hinaus war er 1995 als Wissenschaftler in der Forschungsabteilung des Nationalparlaments tätig. 
Zugleich begann er im August 1995 mit einem Stipendium Pacific Islands Development Program (PIDP), danach ab 1996 des Commonwealth of Nations und des Fulbright-Programm seine Promotionsstudien zum Erwerb eines Doctor of Philosophy (Ph.D.) an der University of Hawaiʻi at Mānoa und beendete diese Studien 2001. Seine Dissertation mit dem Titel Rethinking State, Development, and Democratization in Solomon Islands am Lehrstuhl von Deane Neubauer hatte er jedoch nicht abgeschlossen und somit den Doktortitel nicht erworben (All but dissertation). Daneben fungierte er von 1996 bis 1997 Mitarbeiter der Anwerbe- und Zulassungskommission der University of Hawaiʻi at Mānoa, an der er im Sommersemester 1997 auch als Lehrassistent an den Lehrstühlen von Geoffrey White und Tisha Hickson tätig war.
Im Anschluss an seine Rückkehr war Fugui im Sommersemester 2001 zunächst in Teilzeit als Tutor für Demokratie und Demokratisierung am Zentrum der University of the South Pacific in Honiara tätig sowie von 2001 bis 2006 Politischer Berater von Premierminister Allan Kemakeza. Danach war er zwischen 2006 und 2007 Sekretär des Oppositionsführers im Nationalparlament und wurde im Anschluss 2008 Sekretär für Regierungsarbeit im Büro von Premierminister Derek Sikua.

### Abgeordneter und Minister
John Moffat Fugui wurde bei den Wahlen vom 4. August 2010 erstmals zum Mitglied des Nationalparlaments gewählt und gehört diesem als Vertreter des Wahlkreises Central Honiara seither an, wobei er bei den Wahlen vom 19. November 2014 wiedergewählt wurde. Am 27. August 2010 übernahm Fugui das Amt als Minister für Umwelt, Klimawandel, Katastrophenmanagement und Meteorologie (Minister for Environment, Climate Change, Disaster Management and Meteorology) im Kabinett von Premierminister Danny Philip. Dieses Ministeramt bekleidete er vom 21. November 2011 bis zum 18. Oktober 2012 auch im darauf folgenden Kabinett von Premierminister Gordon Darcy Lilo.
Während seiner Parlamentszugehörigkeit war er 6. März 2013 bis zum 8. September 2014 Mitglied des Ausschusses für Bildung und Ausbildung menschlicher Ressourcen (Education and Human Resources Training Committee) und in dieser Zeit zwischen dem 25. April und dem 8. August 2013 auch Vorsitzender des Sonderausschusses für Kurzbusstrecken in Honiara (Special Select Committee on the Short Bus Routes in Honiara). Am 17. Dezember 2014 wurde er stellvertretender Sprecher des Nationalparlaments (Deputy Speaker of Parliament) und hatte dieses Funktion bis zum 28. Oktober 2015 inne. Zugleich war er zwischen dem 22. Dezember 2014 und dem 28. Oktober 2015 sowohl Mitglied des Ausschusses für Gesundheit und medizinische Dienste (Health and Medical Services Committee) als auch des Ausschusses für Umwelt und Naturschutz (Environment and Conservation Committee).
Am 28. Oktober 2015 wurde er zum Minister für Bildung und Entwicklung menschlicher Ressourcen (Minister for Education and Human Resources Development) in das dritte Kabinett von Premierminister Manasseh Sogavare berufen und bekleidete dieses Ministeramt bis zum 4. August 2017. Im Anschluss fungierte er in diesem Kabinett zwischen dem 4. August und dem 28. Oktober 2017 als Minister für den öffentlichen Dienst (Minister for Public Service). Am 6. November 2017 wurde der Premierminister Manasseh Sogavare durch ein parlamentarisches Misstrauensvotum mit 27 zu 23 Stimmen abgesetzt. Am 15. November 2017 kandidierte John Moffat Fugui für dessen Nachfolge als Premierminister, unterlag aber mit 16 zu 33 Stimmen Rick Houenipwela.

### Botschafter
Im Mai 2021 wurde John Moffat Fugui zum ersten Botschafter der Salomonen in der Volksrepublik China ernannt. Er starb am 22. Dezember 2022 in Peking nach einem Kreislaufstillstand.

## Veröffentlichungen
- Solomon Islands 2000: A review, Contemporary Pacific: A Journal of Island Affairs, Fall, 2001
- Solomon Islands: Francis Billy Hilly – the Prime Minister, Leader of Nations, Current Publishing Company, Pennsylvania, 1994
- Solomon Islands 1993: A review, Contemporary Pacific: a Journal of Island Affairs (6) 2: 457-467, Honolulu, Hawaii, 1994
- Solomon Islands 1992: A review, Contemporary Pacific: A Journal of Island Affairs, 4 (2): 400-03, Honolulu, Hawaii, 1992